# Marc Pomponi Rufus
Marc Pomponi Rufus (en llatí: Marcus Pomponius Rufus) va ser un magistrat romà. Formava part de la gens Pompònia, una gens romana d'origen plebeu.
Va ser tribú amb potestat consolar l'any 399 aC, quan es van celebrar per primera vegada a Roma uns lectisternia, banquets oferts als déus en moments de calamitats públiques, on es paraven llits per ajeure-hi les seves imatges. Se sap que, juntament amb els seus col·legues, va dirigir una guerra contra les ciutats de Veïs i Falerii.